# 이오아니스 테오필라키스
이오아니스 테오필라키스(그리스어: Ιωάννης Θεοφιλάκης, 1879년~1968년)는 그리스의 사격 선수이다.
테오필라키스는 1896년, 1908년, 1912년, 1920년, 1924년에 열린 올림픽과 1906년에 열린 중간 올림픽에 참가했다.
1896년 대회 때는 2개 종목, 1906년 대회 때는 3개 종목, 1908년 대회 때는 4개 종목, 1912년 대회 때는 12개 종목, 1920년 대회 때는 11개 종목, 1924년 대회 때는 4개 종목에 출전했다.
알렉산드로스 테오필라키스의 동생이기도 하다.